# Gheorghe Vasile
Gheorghe Vasile (* 9. September 1967 in Valea Doftanei) ist ein ehemaliger rumänischer Biathlet. Er ist Cheftrainer der rumänischen Nationalmannschaft der Frauen.
Gheorghe Vasile lebt in Predeal und arbeitet als Beamter. Gegen Ende der 1980er Jahre gab er sein Debüt im Weltcup, längerfristig konnte er sich aber erst seit der Saison 1993/94 etablieren. In der Saison nahm er als erstem Karrierehöhepunkt an den Olympischen Winterspielen 1994 in Lillehammer teil. Als einziger Starter seines Landes wurde er 21. des Einzels und 34. des Sprintrennens. Es waren zugleich seine besten internationalen Resultate. In beiden Rennen schoss er zwei Fehler. Bei den Weltmeisterschaften 1995 platzierte er sich in Antholz auf den Rängen 48 im Einzel, was erneut eines der besten Ergebnisse seiner Karriere bedeute, und 76 im Sprint. Er schoss im Einzel vier und im Sprints zwei Fehler. Auch 1996 startete Vasile in beiden Wettbewerben in Ruhpolding und wurde 65. des Einzels und 72. des Sprintrennens. Im Einzel traf er vier Scheiben nicht, im Sprint traf er einmal daneben. Seine letzten Weltcuprennen bestritt er in der Saison 1996/97 in Antholz.

## Biathlon-Weltcup-Platzierungen
Die Tabelle zeigt alle Platzierungen (je nach Austragungsjahr einschließlich Olympische Spiele und Weltmeisterschaften).
- 1.–3. Platz: Anzahl der Podiumsplatzierungen
- Top 10: Anzahl der Platzierungen unter den ersten zehn (einschließlich Podium)
- Punkteränge: Anzahl der Platzierungen innerhalb der Punkteränge (einschließlich Podium und Top 10)
- Starts: Anzahl gelaufener Rennen in der jeweiligen Disziplin

| Platzierung                               | Einzel | Sprint | Verfolgung | Massenstart | Team | Staffel | Gesamt |
| ----------------------------------------- | ------ | ------ | ---------- | ----------- | ---- | ------- | ------ |
| 1. Platz                                  |        |        |            |             |      |         |        |
| 2. Platz                                  |        |        |            |             |      |         |        |
| 3. Platz                                  |        |        |            |             |      |         |        |
| Top 10                                    |        |        |            |             |      |         |        |
| Punkteränge                               | 1      |        |            |             |      |         | 1      |
| Starts                                    | 10     | 11     |            |             |      |         | 21     |
| Stand: Karriereende, Daten nicht komplett |        |        |            |             |      |         |        |